# Zoe Naylor
Zoe Naylor (Sydney, 1977. február 19. –) ausztrál színésznő. Magyarországon a McLeod lányai című sorozatból ismerhetjük, ő játszotta Regan McLeodot.

## Élete
Apja állatorvos, anyja tanár, Zoe a legidősebb a 3 gyermekük közül.
2002-ben végzett a  queenslandi egyetemen színész szakon, korábban már szerzett újságírásból is diplomát, és Londonban is járt egy dráma-iskolába.
Játszott színházban, szerepelt filmekben, tv-sorozatokban, dolgozott rádiónál és ezeken kívül riportokat készített, szinkronizált, producerként is kipróbálta már magát, modellkedett és különböző reklámokban is szerepelt.
2005-től 2008 elejéig a McLeod lányai című sorozatban szerepelt, ő játssza Regan McLeodot. Valószínűleg 2008-ban visszatér a sorozatba.
2008-ban a Gladiators című műsor női műsorvezetője volt.
Szeret síelni, teniszezni és lovagolni. Férje: James Trude (2007. május 12. óta). Jelenleg a McLeod lányaiból ismert Aaron Jeffery a párja.

## Munkái
| év         | film                                      | szerepe        |
| ---------- | ----------------------------------------- | -------------- |
| 1999.      | Fearless                                  | Hetty          |
| 2000.      | Virtual Nightmare (TV)                    |                |
| 2000.      | The Product                               |                |
| 2000.      | A Love Story                              |                |
| 2002.      | Sugar and Spice                           |                |
| 2003.      | Evil Never Dies (TV)                      | Abby           |
| 2003.      | The Cooks (TV)                            | Janie (1 rész) |
| 2004.      | On the Lurk                               |                |
| 2005-2007. | McLeod lányai (TV)                        | Regan McLeod   |
| 2006.      | The Book of Revelation (Jelenések könyve) | Astrid         |
| 2007.      | Orange Roughies (TV)                      | Jane Durant    |